# Мисліборське-Голендри
Мисліборське-Голендри (пол. Myśliborskie Holendry) — село в Польщі, у гміні Ґоліна Конінського повіту Великопольського воєводства.
Населення — 50 осіб (2011).
У 1975-1998 роках село належало до Конінського воєводства.

## Демографія
Демографічна структура станом на 31 березня 2011 року:
|          | Загалом | Допрацездатний вік | Працездатний вік | Постпрацездатний вік |
| -------- | ------- | ------------------ | ---------------- | -------------------- |
| Чоловіки | 25      | 2                  | 21               | 2                    |
| Жінки    | 25      | 6                  | 14               | 5                    |
| Разом    | 50      | 8                  | 35               | 7                    |